# Blanca Brisac Vázquez
Blanca Brisac Vázquez  (Sant Sebastià, 1910 - Madrid, 5 agost 1939) va ser una  pianista i costurera, del grup de Les Tretze Roses, joves republicanes espanyoles afusellades el 5 d'agost de 1939 a les tàpies exteriors del Cementiri de l'Almudena, juntament amb 43 homes. Tots ells acusats de pertànyer a les Joventuts Socialistes Unificades (JSU) o al Partit Comunista d'Espanya (PCE) malgrat que Blanca Brisac no hi estava afiliada.

## Trajectòria
Brisac era la gran de tres germanes filles d'un jueu francès que, després d'haver estat propietari d'una fàbrica de paraigues a Baiona, s'havia establert a Sant Sebastià en desertar de l'exèrcit francès durant la Primera Guerra Mundial. Finalment, la família es va taslladar a Madrid on Blanca Brisac va conèixer el seu marit Enrique García Mazas. Tots dos eren músics, Brisac tocava el piano i García Mazas el violí a la banda que ambientava les pel·lícules mudes del cinèma Alcalá. Després de casar-se, ell va continuar tocant en un cafè i ella es va dedicar a cosir a casa i a cuidar els fills, Mercedes, que va morir de pulmonía als pocs mesos i Enrique.
Poc després d'acabar la Guerra Civil, el 24 de maig de 1939, per culpa d'una delació, Brisac va ser detinguda. A l'expedient núm. 30.426, un testimoni va mencionar que en el seu domicili del carrer de San Andrés, nº1 del barri de Maravillas, es planejava un complot per atemptar contra el general Franco el día de la desfilada commemorativa del Primer Año de la Victoria. La delatora va ser la cunyada de Juan Canepa, un músic comunista, amic de García Mazas. Tots dos havien estat afiliats al Sindicat de Profesors de Orquestra i Canepa, al final de la guerra, estava en una situació desesperada i malvivia de la caritat dels veíns. Després de ser detinguts i interrogats, malgrat que van negar tots els càrrecs, van ser traslladats a la presó de Yeserías i Blanca Brisac a la Presó de dones de Ventas i, segons la versió oficial, Juan Canepa es va suïcidar al calabós.
En un Consell de guerra el 3 agost 1939, per aquella causa van ser condemnades a la pena capital 56 persones, 13 dones i 43 homes, entre els quals Brisac i García Mazas.
Actualment, aquella sentència és considerada com una represàlia per l'atemptat que havien realitzat poc abans alguns membres de les JSU contra el Comandant de la Guardia Civil, membre del Servei de Informació i Policía Militar franquista, Isaac Gabaldón, la seva filla y el conductor José Luis Díez Madrigal.  Malgrat que en aquelles dates les 13 dones ja estaven a la presó per una denúncia diferent, l'acta del procés conclou que: Resultó probado que Blanca Brisac era miembro de las JSC y su esposo, además, del Partido comunista y que habían intervenido en los trabajos de organización de las actividades de la JSC.
Brisac va escriure una carta al seu fill poc abans de ser afusellada, la matinada del 5 d'agost de 1939. La primera descàrrega només la va ferir i va estar cridant, demanant auxili, fins que va ser rematada amb el tir de gràcia. El seu marit havia sigut afusellat unes hores abans.